# Shahindocht Molaverdi

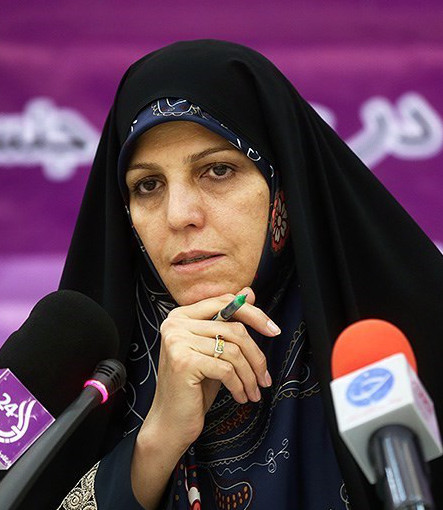
Molaverdi in einer Pressekonferenz 2015

Shahindocht Molaverdi (persisch شهیندخت مولاوردی Schahindocht Molawerdi; * 23. Oktober 1965 in Choi, West-Aserbaidschan) ist eine iranische Juristin und Politikerin. Während der ersten Amtszeit von Präsident Hassan Rohani von 2013 bis 2017 war sie Vizepräsidentin im Ressort Frauen und Familie; nach Rohanis Wiederwahl 2017 wurde sie seine Sonderberaterin für Bürgerrechtsfragen.
Molaverdi studierte Rechtswissenschaften an den Teheraner Hochschulen Schahid-Beheschti-Universität mit Abschluss 1988 und an der Allameh-Tabatabai-Universität mit Abschluss 1999 in Völkerrecht. Politisch ist sie Mitglied der Partizipationsfront des islamischen Iran. Sie gilt als moderate Reformpolitikerin, die sich für Frauenrechte, u. a. im Sport, einsetzt.
Molaverdi wurde im Februar 2015 als zweite ranghohe iranische Politikerin seit der Islamischen Revolution im Vatikan von Papst Franziskus empfangen. Vor ihr war es der damalige Präsident Mohammad Chatami, den 1999 Papst Johannes Paul II. empfing.
Sie ist bekannt für freimütige Äußerungen in der Öffentlichkeit. Unter anderem verurteilte sie Übergriffe der Polizei gegenüber Frauen, denen vorgeworfen wurde, ihr Kopftuch zu offen zu tragen, und verlangte Zugang für Frauen zu sportlichen Veranstaltungen. Sie erklärte, Bekannte von ihr, die sich für Frauenrechte eingesetzt hätten, seien von Sicherheitskräften ihres Landes verhaftet worden. Weiterhin beklagte sie eine „vollständige Fehlkoordination“ zwischen der zivilen Regierung des Iran und dessen Justiz, die wie die Medien und die Sicherheitskräfte als von politischen Hardlinern des konservativen politischen Lagers der Islamischen Republik beherrscht gelten.
Dass sie nach den Präsidentenwahlen 2017 nicht erneut Vizepräsidentin wurde, galt politischen Beobachtern im Iran als Reaktion Rohanis auf Kritik aus dem konservativen Lager an Molaverdis Äußerungen zu Frauenrechten und anderen Themen.